# Edward Koziński
Edward Koziński (ur. 3 stycznia 1948, zm. 31 grudnia 2019) – polski trener piłki ręcznej, zdobywca tytułu mistrza Polski z zespołem Wisły Płock (2002).

## Życiorys
W młodości grał w piłkę nożną i piłkę ręczną, początkowo jako uczeń Szkoły Podstawowej nr 1 w Płocku, od 1962 był zawodnikiem nowo powstałej sekcji piłki ręcznej chłopców w Międzyszkolnym Klubie Sportowym Jutrzenka Płock, jego zespół występował w rozgrywkach klasy B Warszawskiego Okręgowego Związku Piłki Ręcznej. Był uczniem Liceum Ogólnokształcącego im. Władysława Jagiełły w Płocku.
W marcu 1966 został zawodnikiem Wisły Płock, która występowała w A-klasie, został najlepszym strzelcem tych rozgrywek w sezonie 1966, z dorobkiem 63 bramek. Z płocką drużyną od 1967 występował w rozgrywkach II Ligi Terytorialnej, od 1969 w zawodach Ligi Międzywojewódzkiej. Karierę zawodniczą zakończył po I rundzie sezonu 1970/1971. W sezonie 1971/1972 razem ze Zdzisławem Garbackim prowadził zespół Jutrzenki Płock, z którym wywalczył brązowy medal mistrzostw Polski juniorów. W kolejnych latach pracował w swoim klubie jako trener. W sezonie 1973/1974 wygrał z zespołem młodzików rozgrywki ligi międzywojewódzkiej, w 1974 zdobył z drużyną Szkoły Podstawowej nr 7 w Płocku mistrzostwo Mazowsza szkół podstawowych, a na VII Ogólnopolskich Igrzyskach Młodzieży Szkolnej i Akademickiej jego zespół jako reprezentacja Mazowsza zajął 3. miejsce.
W sezonie 1976/1977 został II trenerem seniorskiej drużyny Wisły Płock (I trenerem był Stanisław Suliński), która zwyciężyła w rozgrywkach II ligi. Jako asystent trenera S. Sulińskiego pozostał w sztabie szkoleniowym w rozgrywkach I-ligowych w sezonie 1977/1978, płocka drużyna zajęła w nich ostatnie, 12. miejsce. W sezonie 1979/1980 został I trenerem drużyny seniorskiej, występującej wówczas w II lidze, jednak zespół nie uzyskał awansu do najwyższej klasy rozgrywek, zajmując 2. miejsce w lidze. W kolejnych latach prowadził w dalszym ciągu płocką drużynę w II lidze, a 1986/1987 wywalczył z nią awans do I ligi. W sezonie 1987/1988 zajął z Wisłą 8. miejsce w I lidze, w sezonie 1988/1989 – miejsce 6. Przed sezonem 1989/1990 zastąpił go Marek Motoczyński.
Od 1989 prowadził juniorski zespół Wisły i w 1990 zdobył z nim wicemistrzostwo Polski, w 1991 brązowy medal mistrzostw Polski, w 1994, 1996, 1997 wicemistrzostwo Polski. W latach 1997–1999 pracował w klubie Kasztelan Sierpc, z którym wywalczył w 1999 awans do I ligi.
W październiku 2001 został I trenerem seniorskiej drużyny występującej wówczas w I lidze pod nazwą Orlen SSA Płock i poprowadził ją do tytułu mistrza Polski w sezonie 2001/2002. Długotrwała choroba spowodowała, że zrezygnował ze swojej funkcji z dniem 2 stycznia 2003 (zastąpił go Bogdan Kowalczyk), drużyna zdobyła ostatecznie wicemistrzostwo Polski w sezonie 2002/2003.
Od stycznia 2006 do września 2006 był trenerem występującej w I lidze drużyny Wisła-Azoty Puławy (zajął 10. miejsce w lidze). Jesienią 2006 objął zespół Nielby Wągrowiec i pracował tam do maja 2008 (zajmując dwukrotnie 2. miejsce w I lidze – drugi poziom rozgrywek) i ponownie od maja 2009 do września 2010, zajmując z drużyną 7. miejsce w ekstraklasie (zrezygnował z uwagi na stan zdrowia)
W 1997 został odznaczony Diamentową Odznaką Związku Piłki Ręcznej w Polsce. W 2010 został honorowym obywatelem miasta Wągrowca.
Sędzią piłki ręcznej jest jego syn – Krzysztof Koziński. 